# The Best!〜Updated モーニング娘。〜
『The Best! 〜Updated モーニング娘。〜』（ザ・ベスト! アップデイティッド モーニングむすめ。）は、2013年9月25日にアップフロントワークス（zetimaレーベル）から発売されたモーニング娘。の4thベスト・アルバムである。

## 概要
- 「初回生産限定盤」と「通常盤」の2形態で発売。「初回生産限定盤」は、CD+DVDの2枚組で、「通常盤」は、CDのみ。
- アルバム収録曲『恋愛レボリューション21 (updated)』が2013年9月14日に開催されたモーニング娘。誕生16周年記念イベント『私たちが、今のモーニング娘。です。17年目も、さあ、いこうか。』で初披露され[4]、2013年9月21日から始まった『モーニング娘。コンサートツアー2013秋 〜CHANCE!〜』のセットリストにラインナップされた[5]。
- 一部のシングルA面表題曲が発売順に収録されており、全曲が2013年9月時点の「今のモーニング娘。」10名による歌唱（#2は9期～11期の歌唱、#7は道重さゆみのソロ）であり、コーラスおよびバックトラックのガヤも現メンバーにより収録し直されている[6]。Updated曲について、#1 - #8はバックトラックにEDMを取り入れた最新のサウンドにアレンジされており[7]、#9 - #13は現メンバーによる新たな歌割となっている。

## 規格品番

### 初回限定盤
- CD：EPCE-5993
- DVD：EPCE-5994

### 通常盤（CDのみ）
- EPCE-5995

## 収録曲

### CD
- 全作詞・作曲：つんく / プロデュース：つんく♂

1. LOVEマシーン（updated） [4:52]
  - 編曲：平田祥一郎

7thシングルの新アレンジバージョン。
2. I WISH（updated） / 譜久村聖、生田衣梨奈、鞘師里保、鈴木香音、飯窪春菜、石田亜佑美、佐藤優樹、工藤遥、小田さくら [4:47]
  - 編曲：AKIRA

10thシングルの新アレンジバージョン。
3. 恋愛レボリューション21（updated） [4:40]
  - 編曲：大久保薫

11thシングルの新アレンジバージョン。
4. ザ☆ピ〜ス!（updated） [5:17]
  - 編曲：大久保薫

12thシングルの新アレンジバージョン。
5. そうだ! We're ALIVE（updated） [4:57]
  - 編曲：平田祥一郎

14thシングルの新アレンジバージョン。
6. THE マンパワー!!!（updated） [4:52]
  - 編曲：江上浩太郎

25thシングルの新アレンジバージョン。
7. 歩いてる（updated） / 道重さゆみ [5:03]
  - 編曲：大久保薫

31stシングルの新アレンジバージョン。
8. 恋愛ハンター（updated） [5:10]
  - 編曲：平田祥一郎

49thシングルの新アレンジバージョン。
9. One・Two・Three（updated） [4:25]
  - 編曲：大久保薫

50thシングルの1曲目の新歌割バージョン。
10. ワクテカ Take a chance（updated） [4:39]
  - 編曲：大久保薫

51stシングルの新歌割バージョン。
11. Help me!!（updated） [4:38]
  - 編曲：大久保薫

52ndシングルの新歌割バージョン。
12. ブレインストーミング（updated） [4:09]
  - 編曲：大久保薫

53rdシングルの1曲目の新歌割バージョン。
13. 君さえ居れば何も要らない（updated） [4:29]
  - 編曲：平田祥一郎

53rdシングルの2曲目の新歌割バージョン。
14. わがまま 気のまま 愛のジョーク [4:12]
  - 編曲：大久保薫

54thシングルの1曲目。
15. ウルフボーイ [4:54]
  - 編曲：大久保薫

新曲。

### 初回生産限定盤付属DVD
1. わがまま 気のまま 愛のジョーク（Dance Shot Ver.Ⅱ）
2. 愛の軍団（Dance Shot Ver.Ⅱ）
3. アルバムスペシャルインタビュー & メイキング映像

## 参加メンバー
- 6期：道重さゆみ
- 9期：譜久村聖、生田衣梨奈、鞘師里保、鈴木香音
- 10期：飯窪春菜、石田亜佑美、佐藤優樹、工藤遥
- 11期：小田さくら

## 参加ミュージシャン
- モーニング娘。：Chorus（#9）
  - 道重さゆみ：Chorus（#3、#5、#7、#8、#10、#11、#13 - #15）
  - 譜久村聖：Chorus（#8）
  - 鞘師里保：Chorus（#1 - #6、#8、#10 - #15）
  - 佐藤優樹：Chorus（#6）
- つんく♂：Chorus（#1 - #6、#8 - #10、#12、#13、#15）
- 平田祥一郎：Programming（#1、#5、#8、#13）
- AKIRA：Programming（#2）、Chorus（#2）
- 大久保薫：Keyboard（#3、#4、#7、#9 - #12、#14、#15）、Programming（#3、#4、#7、#9 - #12、#14、#15）
- U.M.E.D.Y.：Rap（#3）
- 竹内浩明：Chorus（#5、#8）
- 江上浩太郎：Programming（#6）
- CHINO：Chorus（#9、#11 - #14）
- 鎌田こーじ：Guitar（#10）、E. Guitar（#12、#14）